# Plicigastra himalayana
Plicigastra himalayana är en insektsart som först beskrevs av Boris Petrovich Uvarov 1923.  Plicigastra himalayana ingår i släktet Plicigastra och familjen vårtbitare. Inga underarter finns listade i Catalogue of Life.